# Vía Colectora Acceso Central de Ambato
La Vía Colectora Acceso Norte de Ambato (E493) es una vía secundaria  que conecta  al centro-este de la ciudad de Ambato con la ruta combinada de la Troncal de la Sierra con la Transversal Central (E35/E30).  Esta vía tiene carácter de autopista de 4 carriles (dos carriles en cada dirección). 
- Datos: Q2266563